# Fraser Clarke Heston
Fraser Clarke Heston   (Los Angeles, 12 de febrer de 1955) és un director de cinema estatunidenc, productor de cinema, guionista i actor. És fill dels actors Charlton Heston i Lydia Clarke, i té una germana anomenada Holly Ann Heston.
La filmografia de Heston inclou Alaska, terra d'aventures i la versió de 1990 de Illa del tresor, en la qual el seu pare interpreta a Long John Silver. Quan era un nadó, va fer el seu debut cinematogràfic com el nadó Moisès (el seu pare va interpretar Moisès adult) en l'èpica de Cecil B. DeMille Els deu manaments.
Mentre escrivia Wind River, una novel·la d'aventures romàntiques sobre tramperols del segle XIX, Heston va ser convençut pel productor Martin Shafer per a convertir la història en un guió cinematogràfic. En descobrir que l'escriptura de guió li resultava natural, el jove de 22 anys va escriure el seu primer guió, Homes de les muntanyes, per a Columbia Pictures, que es va convertir en la pel·lícula.

## Crèdits

### Crèdits com a actor
- Els deu manaments (1956) - Moisès nadó
- La recerca de Michael Rockefeller (2010, documental) - Narrador

### Crèdits com a director
- Mother Lode (1982) (sense acreditar)
- Illa del tresor (1990, pel·lícula per a televisió)
- El crucífer de la sang (1991, pel·lícula per a televisió)
- City Slickers (1991, equip de Pamplona, Espanya, director de la 2a unitat)
- Needful Things (1993)
- Alaska, terra d'aventures (1996)
- La recerca de Michael Rockefeller (2010, documental)

### Crèdits com a productor
- Mother Lode (1982)
- Un home per a l'eternitat (1988, pel·lícula per a televisió)
- Illa del tresor (1990, pel·lícula per a televisió)
- El crucífer de la sang (1991, pel·lícula per a televisió)
- Charlton Heston presenta la Bíblia (1997, documental en vídeo, productor executiu)
- Ben-Hur (2003, vídeo, productor executiu)
- La recerca de Michael Rockefeller (2010, documental)

### Crèdits com a guionista
- Homes de les muntanyes (1980)
- Mother Lode (1982)
- Illa del tresor (1990, pel·lícula per a televisió)
- El crucífer de la sang (1991, pel·lícula per a televisió)
- La recerca de Michael Rockefeller (2010, documental)

## Vida personal
Fraser i la seua esposa Marilyn Heston estan casats des de 1980. La parella té un fill anomenat John Alexander Clarke (Jack) Heston (nascut en 1991).